# Duckeanthidium thielei
Duckeanthidium thielei är en biart som beskrevs av Michener 2002. Duckeanthidium thielei ingår i släktet Duckeanthidium och familjen buksamlarbin. Inga underarter finns listade i Catalogue of Life.